# Saverio Cannistrà
Saverio Cannistrà OCD, (imię świeckie Antonio Gennaro), ur. 3 października 1958 w Catanzaro) – włoski duchowny rzymskokatolicki, w latach 2015-2021 generał karmelitów bosych, arcybiskup Pizy od 2025.

## Życiorys
17 września 1985 wstąpił do zakonu karmelitańskiego. 17 września 1986 złożył pierwsze śluby zakonne, a 14 września 1990 profesję wieczystą. Święcenia kapłańskie przyjął 24 października 1992. W maju 2015 został wybrany na generała zakonu karmelitów bosych. Urząd ten sprawował do września 2021. 
6 lutego 2025 papież Franciszek mianował go arcybiskupem metropolitą Pizy. Sakry udzielił mu 11 maja 2025 w Pizie emerytowany arcybiskup Pizy - Giovanni Paolo Benotto. Paliusz otrzymał z rąk papieża Leona XIV w dniu 29 czerwca 2025.